# جون توماس إيوستاس
جون توماس إيوستاس هو سياسي جنوب أفريقي، ولد في 9 مارس 1825، وتوفي في 25 ديسمبر 1919.